# リタ・グレイ
リタ・グレイ（Lita Grey, 1908年4月15日 - 1995年12月29日）は、アメリカ合衆国の女優。12歳のときにチャールズ・チャップリンの映画に出演後、16歳でチャップリンと結婚して2子をもうけるが、結婚生活は4年で破綻した。その後はラジオやショー・ビジネスの世界でも活動した。本名はリリタ・ルイーズ・マクマレイ（Lillita Louise MacMurray）。チャップリンと結婚後は、リタ・グレイ・チャップリン（Lita Grey Chaplin）の名前で映画出演を行ったこともある。

## 生涯
リタ・グレイ、本名リリタ・ルイーズ・マクマレイは1908年4月15日、カリフォルニア州の、当時はロサンゼルスの一地区ではなかったハリウッドに生まれる。父はアイルランド系アメリカ人で、母はメキシコ系アメリカ人である。親類にはサンフランシスコで弁護士を行っている者もいた。
リリタがチャップリンと最初に出会ったのは、1921年公開のチャップリン最初の長編映画『キッド』撮影時で、リリタはチャーリーを誘惑する天使の役として出演。『キッド』の撮影は1919年から行われており、1920年6月9日の撮影から参加した当時、リリタは12歳であった。1921年には有閑階級を皮肉った映画『のらくら』に、メイドの役で出演した。このあとしばらくの間、リリタとチャップリンの間には何もなかった。チャップリンは1920年に女優ミルドレッド・ハリスと離婚したあと、1922年から1923年にかけてはポーランドの女優ポーラ・ネグリと交際しており、一時は婚約までいたったが最終的には破局した。一方、リリタは「チャップリン以外の人物と映画の仕事はしない」と決め、ダンスと演技、ビジネスの勉強に励んでいた。
1923年から1924年にかけ、チャップリンは新作、のちに『黄金狂時代』となる映画の製作にとりかかろうとしていたが、主演女優については、長年ヒロインを務めていたエドナ・パーヴァイアンスが肥満気味であったことやトラブルに巻き込まれていたこと、チャップリン自身がパーヴァイアンスに距離を置きはじめていたこともあって人選から外れる。パーヴァイアンスの代わりを探さなければならなかったが、その話をリリタがいかなる経緯からか嗅ぎ付け、友人で、のちに『サーカス』（1928年）のヒロインとなるマーナ・ケネディと一緒にチャップリン撮影所に売り込みをかけた。リリタは自分にチャップリンの注意が向くような行動を繰り返す一方で、何度もカメラテストを受けるが、周囲の評判は芳しくなかった。しかし、リリタの売り込みの甲斐があったのかチャップリンはリリタをヒロインのジョージア役にする決心をして1924年3月2日に契約し、この際にリリタは芸名を「リタ・グレイ」とすることとなった。チャップリンの側近は「19歳の新進女優リタ・グレイ」を売り込むため、さまざまな美辞麗句を並べ立てた宣伝をする羽目となった。
グレイの最初の撮影は3月22日に行われ、野外ロケにも同行した。ところが半年後の9月末、ハリスとの最初の結婚と同じような驚くべきことがチャップリンに知らされる。グレイが妊娠したことを告げられたのである。ハリスのときとほぼ同じ筋書きであるが、ただ一つ異なっていたのは、ハリスが狂言妊娠だったのに対し、グレイは本当の妊娠だったことである。マクマレイ家は憤激し、祖父は散弾銃を持ち出すほど怒った。また、当時のカリフォルニア州州法では未成年女性と関係を持つと強姦罪に認定されて最高30年の刑となっていたため、マクマレイ家はこれをダシにしてチャップリンにグレイとの結婚を迫った。窮したチャップリンはグレイとその母親とともに、表向きは『黄金狂時代』のロケということでメキシコソノラ州グアイマスに向かい、隣町のエンパルメで11月25日に挙式をした。グレイの妊娠発覚を機に『黄金狂時代』の撮影はストップしていたが、グレイは「家庭に入る」という筋書きにより『黄金狂時代』を降板し、ヒロインのジョージア役はジョージア・ヘイルに差し替えられた。妊娠のことは、メディアには知られていなかった。
1925年5月5日、グレイは男児を出産。チャールズ・チャップリン・ジュニアである。しかし、挙式後半年も経っていないことがメディアに「餌」を与えると判断され、公的な誕生日は『黄金狂時代』のプレミアの2日後である1925年6月28日ということになった。1926年3月30日には、のちに俳優になったシドニー・チャップリンが誕生する。もっとも、2子が誕生したとはいえ結婚生活の改善にまではいたらなかった。表向きは平静を装っていたが、チャップリンは結婚するとグレイから逃げるように撮影に精を出し、グレイは自分が「チャップリンに気に入ってもらえない」と思い込んで、チャップリンと共演した女優に嫉妬したりしたほか、パーティーを何度も開くなど派手な生活を繰り返した。2子の信仰と洗礼に関してチャップリンと口論になることもあった。グレイの我慢は限界に達し、1926年11月には2子を連れて家を飛び出して訴訟の準備を始めた。サンフランシスコの親類の弁護士もグレイの訴訟のためにロサンゼルスに居を移し、翌1927年1月10日に訴訟を起こした。
訴訟の規模は「異例づくめ」であった。私生活は徹底的に暴露され、離婚申し立て -その中身は誹謗中傷の類がほとんどであった- は52ページにもおよび、訴訟対象はチャップリン本人のみならず高野虎市ら側近、チャップリンと関わっていた銀行や会社など幅広かった。グレイの弁護団の狙いは、一つはチャップリンをロスコー・アーバックル -女優ヴァージニア・ラッペへの強姦殺人容疑が疑われ、無罪評決が出されたが世間からの激しい批判にさらされて映画界から追放同然となった- のように落ち目にすることであり、いま一つはチャップリン関連の各種財産であった。訴訟は当時のマスコミをにぎわせ、弁護団の目論見はいくつかの街でチャップリン映画のボイコットなど、ささやかな程度では成功したものの、チャップリンの評判を失墜させることには失敗した。離婚訴訟は最終的には1927年8月22日に、チャップリンがグレイに60万ドルを支払い、2子に関しても10万ドルの信託資金を支払う代わりに、チャップリンが2子に会える権利を有することで決着した。離婚が正式に成立したのは、翌1928年8月25日のことである。チャップリンが支払った60万ドルを越える慰謝料は、当時のアメリカの裁判史上最高額の慰謝料であり、チャップリンにとってはこのことを含めて100万ドル近い出費をする羽目となったが、むしろ世間からの同情の声が多かったことが出費の埋め合わせをした形となった。一方、グレイは多額の慰謝料を手に入れることができたものの弁護団への報酬としてすぐに消え、訴訟のやり方も批判されて評判が落ちたのはグレイの方であった。
1932年、グレイが2子をデイヴィッド・バトラー監督の『小さな教師たち』 (The Little Teacher) に出演させようとした際、チャップリンが2子の将来を考えて出演差し止めの訴訟を起こした。審理ではチャップリンの言い分が通って出演は差し止められたが、グレイはこれに不満で控訴したものの余計に世間の顰蹙を買っただけで、「世間」の中にはチャップリンの先妻ハリスの名前もあった。1933年以降、グレイとチャップリンの接触は激減し、グレイはヴォードヴィル歌手の世界に軸足を移していった。ヴォードヴィル歌手としてはアメリカのみならずロンドンなどのカフェなどに出演し、一時はアルコール中毒に陥るも回復した。詳細な時期は不明だが、一度きり、場末のクラブに身を寄せていたハリスと顔合わせをしたこともある。私生活の方では1936年に俳優のヘンリー・アグリーと二度目の結婚をし、商社員のアーサー・デイとの結婚生活を経て、1956年にはパット・ロンゴと結婚したが、1966年に離婚した。
グレイは第二次世界大戦後の1947年ごろに引退し、赤狩りでチャップリンがアメリカ再入国禁止になったあとFBIの追及を受けるが、グレイは離婚訴訟当時とは逆に、チャップリンとの間柄を誇りとして情報提供を拒んだ。ロンゴと離婚した1966年には『私とチャップリンの生活』 (My Life With Chaplin) を出版し、1970年代から1980年代にかけては、ビバリーヒルズでロビンソン・ストアを経営していた。伝記作家ジェフリー・ヴァイスとともに『パーティーと生活と妻』 (Wife of the Life of the Party) も執筆したが、出版は1998年とグレイの没後になった。1983年、イギリスのテムズ・テレビジョンがいわゆる「チャップリンのNGフィルム」を取り上げたドキュメンタリー番組 "Unknown Chaplin" にインタビュー出演。1992年公開のリチャード・アッテンボロー監督によるチャップリンの伝記映画『チャーリー』では、デボラ・ムーアがグレイを演じた。
1995年12月29日、リタ・グレイは癌のためロサンゼルスで87年の生涯を閉じ、北ハリウッドのヴァルハラ記念公園墓地に埋葬されている。
チャップリンの伝記作家のひとりであるジョイス・ミルトンは、その著作『放浪者 チャーリー・チャップリンの生涯』 (Tramp: The Life of Charlie Chaplin) の中で、グレイとチャップリンの結婚生活はウラジーミル・ナボコフの『ロリータ』にインスピレーションを与えたとしている。

## 主な出演作品
#ロビンソン (下)およびインターネット・ムービー・データベースのデータによる。
| 公開年 | 題名                                                         | 役名                                                   | 備考                                                         |
| ------ | ------------------------------------------------------------ | ------------------------------------------------------ | ------------------------------------------------------------ |
| 1921   | キッド The Kid                                               | 誘惑の天使                                             | （リリタ・マクマレイ名義）                                   |
| 1921   | のらくら The Idle Class                                      | メイド                                                 | （リリタ・マクマレイ名義）                                   |
| 1925   | 黄金狂時代 The Gold Rush                                     | ジョージア（予定）、チルクート峠を行くエキストラの一人 | 1924年12月22日に、妊娠のため降板                             |
| 1933   | ミスター・ブロードウェイ Mr. Broadway                        | 本人                                                   |                                                              |
| 1933   | Seasoned Greetings                                           | 店主リタ・チャップリン                                 | （リタ・グレイ・チャップリン名義） 共演サミー・デイヴィスJr. |
| 1938   | Skyline Revue                                                | パーティー客                                           | （リタ・グレイ・チャップリン名義）                           |
| 1949   | The Devil's Sleep                                            | ジャッジ・ロザリンド・バレンタイン                     | （リタ・グレイ・チャップリン名義）                           |
| 1953   | This Is Your Life                                            | 本人                                                   | （テレビシリーズ）                                           |
| 1979   | The Hollywood Greats                                         | 本人                                                   | （テレビシリーズ）                                           |
| 1983   | Unknown Chaplin                                              | 本人（インタビュー）                                   | イギリス・テムズテレビジョン（ドキュメンタリー）             |
| 2003   | 現代のチャップリン：黄金狂時代 Chaplin Today : The Gold Rush | 本人（生前のインタビュー）                             | フランス・mk2テレビ（ドキュメンタリー）                      |